# Clemens zur Lippe-Biesterfeld-Weißenfeld
Clemens Graf (ab 1916 Prinz) zur Lippe-Biesterfeld-Weißenfeld (* 15. Juli 1860 in Dresden; † 29. April 1920 auf Schloss Proschwitz) war ein deutscher Politiker in Sachsen.

## Leben
Clemens zur Lippe war Angehöriger des Hauses Lippe. Seine Eltern waren Franz zur Lippe-Biesterfeld-Weißenfeld und dessen Ehefrau Marie Sophie Freiin von Beschwitz (* 20. August 1836; † 30. August 1921). Reichsgraf Clemens war das älteste Kind der Familie. Ihm folgten sechs weitere, darunter die Schriftstellerin Sophie von Arnim. Er entstammte der Zweiten Erbherrlichen Linie (Lippe-Weißenfeld) des in Detmold regierenden Fürstenhauses. Freiherr Hans Oppen von Huldenberg war ein Sohn seiner Tante Lydia, geb. Gräfin und Edle Herrin zur Lippe-Biesterfeld-Weißenfeld.
Clemens zur Lippe war von Ostern 1880 bis Michaelis 1881 im Corps Saxonia Göttingen aktiv. Am 25. November 1880 recipiert, bewährte er sich als Subsenior und Senior.
Er war Regierungsrat bei der Kreishauptmannschaft Bautzen und seit 1905 Landesältester des Markgraftums Oberlausitz in Bautzen. Er saß in der I. Kammer (Ständekammer) des Königreichs Sachsen. 
Der regierende Fürst Leopold IV. zur Lippe verlieh ihm und seinen Nachkommen am 28. Februar 1916 den Titel Prinz mit der Anrede Durchlaucht. Das in diesem Ehewappen vorgestellte Paar gehörte zum titulierten Hochadel. Es genoss die heraldische Legitimation, im Wappen einen hermelinbesetzten Wappenmantel und einen Fürstenhut zu zeigen. Er war Kommendator des Johanniterordens und wurde bereits 1902 Mitglied der Kongregation.
Von 1901 bis zur Abschaffung der Monarchie im Königreich Sachsen im Rahmen der Novemberrevolution gehörte er als gewählter Rittergutsbesitzer aus der Oberlausitz der I. Kammer des Sächsischen Landtags an. Er besaß das Rittergut Döberkitz bei Bautzen und starb mit 59 Jahren.

## Ehe und Nachkommen
Am 7. Januar 1901 hatte er auf Schloss Proschwitz dessen Erbin Friederike Freiin von Carlowitz (* 24. August 1878; † 25. Januar 1942) geheiratet. Dem Paar wurden zwei Kinder geboren:
- Carl Franz Ferdinand (1903–1939) ⚭ Dorothea Pauline Prinzessin von Schönburg-Waldenburg (1905–2000)[6]
- Theodor Georg Ludwig Christian (1907–1996) ⚭ Pauline Gräfin zu Ortenburg